# Дивата гора (повест)
„Дивата гора“ е повест-алегория от Орлин Василев.

## Сюжет
Внимание:  Текстът по-долу разкрива сюжета на произведението (или части от него)!
Един слънчев ден катеричката Любижълъдка се припича на слънце, но е нащрек да не бъде нападната от диви
животни. Изведнъж тя вижда доста кръвожадни хищници – пор, невестулка, златка други да се събират в пещерата на
мечката. Чува, че създават „хищен съюз“ – дивечът в гората е намалял и те гладуват. Организират се, за
да може дивечът да се размножи отново – имат командир и правила на лов. Любижълъдка чува това и отива да
предупреди приятелите си, които дълго време са били изтребвани от хищниците. Орехчето – пиле, съобщава на
преследваните животни, едни вярват, други не, и се предлага да опитат и те да направят боен съюз, за да
прогонят хищниците от Дивата гора, вместо те самите да бягат. Вълкът Единака има стара вражда с мощния елен
Суран и решават първата жертва на съюза да е той. Обграждат го, еленът се съпротивлява, има здрави рога. Но е много ранен,
надвиват го и умира заедно с много други животни и хищниците пируват. Дребните решават, че и те трябва да се съюзят, иначе
ще бъдат убити и изядени и те. Докато зверовете пируват, дребните разбират, че за да оцелеят, трябва борба за освобождение,
а не криене цял живот. Съюзяват се и те. С дружни усилия прокопават огромна яма, пълнят я с вода, замазват я отгоре и
примамват зверовете да скочат вътре, за да се издавят – веднъж паднали, те започват и да се самоунищожават едни-други.
Малко по малко преследваните животни, обединени, изтребват хищниците, които са били на групи. Преследваният дивеч започва да хвърля от скалата огромни камъни, избиват хищния съюз, а пчели обграждат телата на оцелелите и ги довършват.
Мишката само се е скрила от боя, но след победата Любижълъдка я укорява за страхливостта и ѝ забранява да я нарича другарка. Побеждават, но продължават борбата за изцяло Свободна гора.
Поуката: да се обединим и да се борим срещу неправдата, вместо да сме разделени и криещи се, защото обединението е това, което може да помогне във всяка ситуация.